# 셉티마니아

537년경의 셉티마니아

셉티마니아(Septimania, 프랑스어: Septimanie, 오크어: Septimània)는 프랑스 남부에 위치한 역사적 지역이다. 서기 462년 서고트족의 왕 테오도리크 2세에게 양도된 구 로마 속주 갈리아 나르보네신스의 서쪽 부분에 해당한다. 이후 서고트 왕국의 행정 구역이자 교구로 편성되었으나 킬페리쿠스 1세 대에 프랑크 왕국에게 정복되었다. 719년 안달루시아 이슬람 세력의 침략을 받아 '아르부나'라는 이름으로 일시적으로 우마이야 칼리프국의 통치 하에 놓였다. 셉티마니아는 759년 나르본을 시작으로 수 년에 걸쳐 피핀 3세의 기독교 프랑크족 세력에 의해 재정복되었고, 나중에 변경 지역으로서 고티아 변경(Marca Gothica)이라는 이름으로 불렸다. Arthur J. Zuckerman의 A Jewish Princedom in Feudal France (1972) 등 일부 출처에서는 피핀의 재정복 이후 봉신이 된 통치 귀족이 유대인 가문이었다고 쓰고 있으나 보편적으로 합의된 주장은 아니다.

## 같이 보기
- 서고트 왕국
- 동고트 왕국
- 프랑크 왕국

## 관련 자료
- Bernard Bachrach|Bachrach, Bernard S. Merovingian Military Organization, 481–751. Minneapolis: University of Minnesota Press, 1971.
- Collins, Roger. The Arab Conquest of Spain, 710–97. Oxford University Press, 1989.
- Collins, Roger. Visigothic Spain, 409–711. Blackwell Publishing, 2004.
- James, Edward. "Septimania and its Frontier: An Archaeological Approach." Visigothic Spain: New Approaches. Edward James (ed). Oxford: Clarendon Press, 1980.
- Lewis, Archibald Ross. The Development of Southern French and Catalan Society, 718–1050. University of Texas Press: Austin, 1965.
- McKenna, Stephen. Paganism and Pagan Survivals in Spain up to the Fall of the Visigothic Kingdom. Catholic University of America Press: 1938.
- Thompson, E. A. The Goths in Spain. Oxford: Clarendon Press, 1969.
- Zuckerman, Arthur J. A Jewish Princedom in Feudal France 768-900 Columbia University Press, New York, 1965, 1972 [ISBN 0-231-03298-6].